# نووی بولیاک
نووی بولیاک (انگلیسی: Novy Bulyak) یک شهرک در شهرستان بلاگووارسکی باشقیرستان کشور روسیه است.